# Hươu xạ Cao Bằng
Hươu xạ Cao Bằng hay Hươu xạ Việt Nam (Danh pháp khoa học: Moschus berezovskii caobangis) là một phân loài của loài hươu xạ lùn phân bố ở cực bắc Việt Nam gồm Lạng Sơn, Cao Bằng, Bắc Kạn. Chúng cũng có ở Vân Nam, Quảng Tây, Quảng Đông. Tại Việt Nam, nó được gọi đơn giản là hươu xạ do nó cũng là loài duy nhất ở Việt Nam. Trong tiếng Việt còn gọi chúng là con xạ, xạ hương, người Tày gọi chúng là Tu nạ kín. Phân loài này là một ứng viên tốt cho địa vị loài tách biệt, nhưng điều này chưa bao giờ được xem xét tới. Cho tới gần đây thì quần thể tại Việt Nam vẫn được phần lớn các nhà khoa học Nga coi là thuộc loài Moschus moschiforus dù phạm vi sinh sống của chúng cách nhau hàng vạn dặm.

## Đặc điểm

### Mô tả
Đây là phân loài có tầm vóc nhỏ bé, hươu xạ trưởng thành của Việt Nam chỉ đạt trọng lượng khoảng 15kg, trái lại ở Liên Xô trước đây và Trung Quốc, thì loài hươu xạ có thể nặng đến 40 kg. Hươu xạ Cao Bằng có dạng ngoài hơi giống Cheo cheo nhưng lớn hơn nhiều, mõm chúng tròn, đầu dài và không có sừng, tai to, đuôi ngắn. Con đực có hai răng cửa dài, lòi ra khỏi mép. Con đực có tuyến xạ nằm khoảng giữa rốn và cơ quan sinh dục
Chân cao hươu xạ cao, mảnh khảnh, chân sau dài hơn chân trước 1/3 nên khi đứng sau cao, trước thấp, lưng gù. Đực, cái đều không có sừng, không tuyến trước ổ mắt. Bộ lông dầy, lông dài xấp xỉ 3 cm, thô, hơi cứng, nhẹ, xốp, phần gốc thẳng màu trắng, phần trên uốn sóng và có băng màu nâu xám, vàng nhạt xen kẽ, tạo cho Bộ lông có màu nâu xám lấm tấm vàng rất đều, tứ chi có màu thẫm. 

### Tập tính
Hươu xạ Việt Nam ăn lá, chồi, nụ, hoa, cây rừng, các loại cỏ, đôi khi ăn quả, không ăn động vật. Hươu cũng ưa các loại hoa màu trồng trên nương, rẫy. Nhìn chung, hươu ăn các loại cỏ, lá, quả, rêu đá và địa y. Chúng thích nghi với sinh cảnh núi đá vôi, có khả năng leo trèo giỏi ở các vách núi đá thẳng đứng. Hươu xạ là loài hẹp sinh cảnh, chỉ ở núi đá vôi có độ cao 400–1000 m trên mặt biển, nơi có độ dốc lớn và hiểm trở. Hươu ưa rừng thưa, có tầng cỏ quyết phát triển, ít ở rừng già, hoạt động chủ yếu vào chiều hôm và rạng sáng, thường từ 9h - 16h ban ngày, 19h - 4h đêm hươu nghỉ,
Hươu chỉ ghép đôi vào thời kỳ động dục.Sống khoảng 10 năm, thành thục sinh dục sau 2 năm tuổi. Hươu sinh sản gần như quanh năm nhưng chủ yếu sinh sản vào mùa thu - đông, chửa 5-6 tháng, mỗi lứa có thể đẻ 1-3 con. ghép đôi từ tháng 3-12, tập trung trong các tháng 6, 7, 8. Mang thai 185-195 ngày; đẻ từ tháng 9, đẻ nhiều vào tháng 12-2, trung bình năm đẻ 1 lứa/1 con.

## Tình trạng
Ở Việt Nam Hươu xạ là loài hiếm, quý vì có tuyến xạ. Xạ Hươu là chất định hương tuyệt hảo và là dược liệu quý. Hươu dễ thuần dưỡng, có thể gây nuôi để khai thác xạ hương. Hươu xạ ở Việt Nam có vùng phân bố hẹp, số lượng ít lại bị săn bắt liên tục, trong 10 năm số lượng đã giảm xấp xỉ 80%, hiện tại vẫn đang bị săn lùng ráo riết. ở nhiều địa phương chúng đã tuyệt chủng. Sách đỏ Việt Nam xếp Hươu xạ bậc E, tuy nhiên nhìn chung biện pháp bảo vệ còn kém hiệu lực. Một số khu bảo tồn thiên nhiên có Hươu xạ nhưng chưa có khu bảo tồn riêng cho Hươu xạ. Nghiên cứu gây nuôi khai thác xạ, cấm khai thác xạ tự nhiên.

## Xạ hương
Người ta săn bắt hươu xạ quanh năm, trừ mùa chúng sinh đẻ vào tháng 3-5. Khi bắt được hươu xạ, người ta cắt ngay lấy túi thơm, túi này nằm ở khoảng giữa rốn và cơ quan sinh dục của con đực, bỏ phần da thịt thừa, phơi trong râm mát cho khô, hoặc bọc túi thơm trong giấy hút ẩm rồi treo hong khô ở chỗ thoáng gió. Có khi người ta còn cho túi thơm vào cát nóng và làm như vậy nhiều lần cho đến khi khô. Sau đó, cắt sửa lông ở mép túi, rồi bảo quản bằng nhiều lớp vải mềm, đặt trong lớp kín. Khi dùng, lấy khăn vải tẩm ướt bằng nước ấm, bọc kín túi thơm cho mềm, rồi cắt túi lấy chất xạ, nghiền cho thật nhỏ, mịn.
Túi xạ có hình cầu, hình bầu dục, tròn hoặc dẹt, đường kính 3,5–6 cm, nặng 30-60g tùy theo tuổi của hươu. Miệng túi hơi phẳng, có nhiều lông mịn áp sát, màu trắng hoặc nâu xám, mọc rất xít nhau thành hình khoáy, ở giữa có một lỗ nhỏ, đường kính 5mm, khi cạo sạch lông, phần da ở đó có màu nâu. Mặt ngoài của túi nâu đen, không có lông, có tính co giãn. Nếu cắt mổ túi sẽ thấy lớp màng da ở giữa trong suốt, màu tro bạc, lớp màng da ở trong màu đỏ nâu. Trong cùng là chất xạ ở dạng quánh đặc như sữa, khi khô thành bột hoặc thành hạt lổn nhổn với kích thước không đều, bóng, có mùi thơm hắc rất đặc biệt, để lâu không mất mùi.
Ở dạng bột, dược liệu màu vàng nâu, nâu đỏ hay đỏ tím, chất mềm có dầu. Lấy tay vê tròn, bột tụ lại nhưng không dính vào nhau thành khối. Khi mở tay ra, bột lại tã rời ngay. Ở dạng hạt (tốt hơn), hình tròn hay dẹt, phần lớn có màu đen tím, có vân mỡ sáng bóng. Xạ hương nguyên chất có mùi thơm hắc rất mạnh, bền, pha loãng thì có mùi thơm dịu, rất dễ chịu. Trộn với camphor, valerian, tinh dầu trám, acid hydrocyanic, xạ hương sẽ mất hết mùi đặc trưng của nó.Xạ hương thường được dùng riêng ở dạng nguyên chất hoặc chế biến với đinh hương theo cách làm sau: Lấy túi xạ đốt lửa cho cháy hết lông, cắt làm 5-6 mảnh, cho vào một lọ rộng miệng cùng với 20g đinh hương đã tán bột.
Nút thật kín, lắc đều. Để khoảng 3 - 4 tháng mới dùng. Hỗn hợp bột xạ hương, đinh hương có thể bảo quản trong 5 - 6 năm. Vì là dược liệu quý hiếm nên xạ hương thường bị giả mạo bằng cách trộn với bột các loại hạt đậu, mì, nhất là hạt cây vông vang (Abelmoschus moschatus (L) lledic) vì hạt này cũng chứa chất có mùi xạ hương. Xạ hương chứa tinh dầu có thành phần chủ yếu là muskon, 1-ceton: 3-methyl yclopentadecanon, với tỷ lệ 0,5-2%. Chất này có mùi đặc trưng của xạ hương. Ngoài ra, còn có chất béo, chất nhựa, chất nhầy, cholesterin và protein.

## Trong Đông y
Xạ hương là một hương liệu cao cấp, chất định hương trong việc sản xuất nước hoa, xà phòng thơm, bột chống nhậy; Đồng thời là vị thuốc quý hiếm được dùng trong y học hiện đại và y học cổ truyền. Trước đây, y học hiện đại dùng xạ hương làm thuốc kích thích, cường dương, điều kinh dưới dạng cồn thuốc, thuốc viên hoặc thuốc thụt. Trong Đông y, xạ hương được xem là vị thuốc quý được dùng phổ biến với vị cay, tính ấm, không độc, có tác dụng khai khiếu, hoạt lạc, tán ứ, tiêu viêm, kích thích, giảm đau, giải độc… chữa suy nhược thần kinh, trúng phong, kinh giãn, mê sảng, tổn thương do ngã hoặc bị đánh, đau mắt, đau thắt tim, cam tẩu mã.
Xạ hương ít khi được dùng riêng mà thường phối hợp với những vị thuốc khác như trong biệt dược nổi tiếng “Lục thần hoàn” và “nhân đơn”. Dùng ngoài, xạ hương đem nghiền nhỏ, tẩm nước rồi bôi hoặc đắp có tác dụng giảm đau, tiêu sưng. Tuệ Tĩnh (Nam dược thần hiệu) đã dùng xạ hương trộn với bột quả trám đốt thành than, rồi bôi xỉa, chữa đau răng, sâu răng.Theo kinh nghiệm đồng bào ở vùng núi cao, xạ hương lấy khoảng vài gam phối hợp với quả hồi 5-6 cánh, cỏ xước 30g, diêm sinh 0,4g phơi khô, giã nhỏ, trộn đều, cho vào túi vải rồi buộc vào rốn, ngay cả lúc giao hợp để làm thuốc ngừa thai.